# Uštrásana

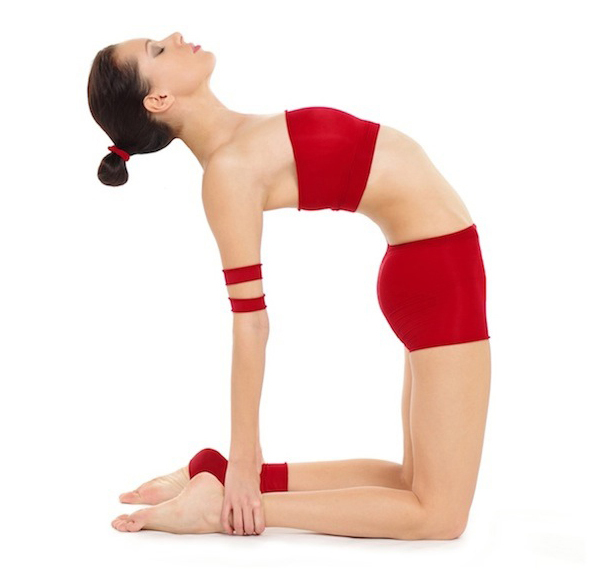
Uštrásana (velbloud)

Uštrásana (उष्ट्रासन;) neboli Velbloud je jednou z ásan.

## Etymologie
Název pochází ze sanskrtského slova uštra (राज) velbloud a asana (आसन) posed/pozice.

## Popis
- vstupní pozicí je vadžrásana neboli sed na patách, kolena mírně od sebe, zvednout se do vysokého kleku
- zaklonit ase rukama se opřít o paty, hlava zakloněná, volně visí dolů, stehna kolmo k zemi, váha těla spočívá na kolenou, ne na rukou.

Nedoporučuje se při nadměrná funkci štítné žlázy, vysokém krevním tlaku, akutních břišních onemocněních a poranění páteře.